# Phia Berghout

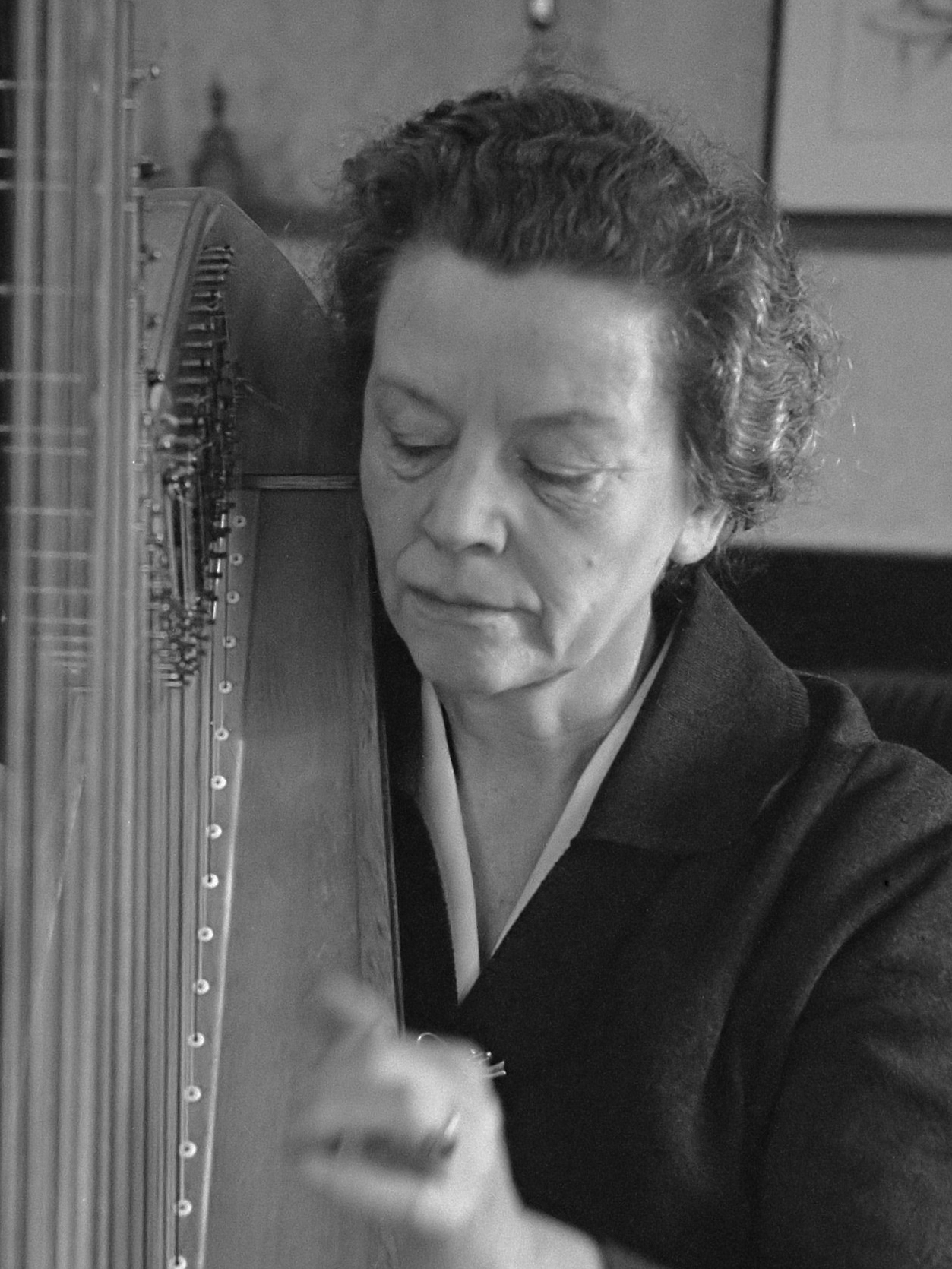
Phia Berghout (1964)

Sophia Rosa (Phia) den Hertog - Berghout (Rotterdam, 14 december 1909 – Doorn, 22 maart 1993) was een Nederlands harpiste.
Zij werd geboren binnen het gezin van musicus Johan Berghout en Anthonia Sophia Verbiest. Haar broers Henk Berghout en Theo Berghout werden ook musici. Berghout studeerde bij Rosa Spier en was haar bekendste leerling. Ze maakte deel uit van het Concertgebouworkest vanaf 1933, van 1945 tot 1961 in de positie van solo-harpist. Berghout was een van 's werelds bekendste harpisten. In de jaren 60 van de twintigste eeuw leidde Phia Berghout het vermaarde muziekcentrum in de buitenplaats Queeckhoven, dat tussen 1963-1983 in bezit was van de Eduard van Beinum Stichting. Ze was een van de initiatiefnemers van de internationale harpweken, waaruit later het Wereld Harpcongres (WHC) is ontstaan.
Ze was enkele jaren (1934-1946) getrouwd met de pianist, klavecinist, dirigent en zangdocent Johannes den Hertog (1904-1982).